# Nephelistis spadix
Nephelistis spadix là một loài bướm đêm trong họ Noctuidae.